# Rosmarie Kull-Schlappner
Rosmarie Kull-Schlappner (* 20. August 1921 in Olten (heimatberechtigt in Niederlenz); † 23. Februar 1997 ebenda) war eine Schweizer Redaktorin und Journalistin. Sie war die letzte Chefredaktorin der Schweizerischen Lehrerinnenzeitung

## Leben
Rosmarie Schlappner wurde am 20. August 1921 in Olten geboren. Sie wuchs in ihrer Heimatstadt und zwischen 1929 und 1936 in Deutschland auf. Sie besuchte von 1938 bis 1942 das Lehrerinnenseminar in Olten und arbeitete anschliessend bis 1944 als Gemeindehelferin der christkatholischen Kirche in Basel. Berufsbegleitend studierte sie an der Universität Basel Theologie, Geschichte und Philosophie. Im Jahr 1944 heiratete sie Hans Kull und wurde 1945 und 1951 Mutter von zwei Söhnen. Die Familie lebte seit 1949 in Solothurn und nach 1956 in Derendingen. Aus Altersgründen lösten sie 1981 die Firma Kull auf. Ruhesitz war Ascona und seit 1990 das Alters- und Pflegeheim in Olten. Hans Kull verstarb 1990, Rosmarie Kull-Schlappner am 23. Februar 1997.
Kull-Schlappner arbeitete als Journalistin für die Solothurner Zeitung und andere Blätter sowie Zeitschriften. Von Milly Enderlin übernahm sie 1979 die Chefredaktion der Schweizerischen Lehrerinnenzeitung, die 1992 in der Schweizerischen Lehrerinnen- und Lehrer-Zeitung (seit 2003 Zeitschrift Bildung Schweiz) aufging. Kull-Schlappner veröffentlichte eine grosse Zahl von Biografien der Schweizer Frauenbewegung sowie Artikel zur christkatholischen Kirche. Sie engagierte sich für Frauen-, Kirchen- und Gesellschaftsfragen und war unter anderem Vorstandsmitglied des Schweizerischen UNICEF-Komitees und Präsidentin der Frauenzentrale Solothurn. Kull-Schlappner veröffentlichte sowohl unter ihrem Namen mit den Kürzeln RKS, RK, ks, Kl als auch unter den Vornamen Rosemarie, Roswitha sowie Marie-Rose und unter den Pseudonymen Elisabeth Glutz (eg), Heidi, A.F. sowie «Rosanna und Gundula».
Der umfangreiche Nachlass Kull-Schlappners wurde an das Gosteli-Archiv zur Schweizerischen Frauenbewegung übergeben (Bestand 610).

## Schriften
- Anny Peter. Christkatholischer Schriftenverlag, Basel 1960.
- 50 Jahre Verband christkatholischer Frauenvereine der Schweiz, 1916–1966. Festschrift, Olten 1966.
- Bedeutende Frauen der alt-katholischen Reformbewegung. Bund Alt-Katholischer Frauen Deutschlands, Bonn 1970.
- Solothurnerinnen. Frauliches Wirken im Zeichen Solothurns. Dietschi, Olten 1972.
- Hans A. Kull-Schlappner 1913–1990. Eigenverlag, Olten 1990.

## Fussnoten
1. ↑  portraitarchiv.ch: Kull-Schlappner, Rosmarie. (abgerufen am 28. Februar 2021)

| Personendaten    | Personendaten                         |
| ---------------- | ------------------------------------- |
| NAME             | Kull-Schlappner, Rosmarie             |
| ALTERNATIVNAMEN  | Schlappner, Rosmarie (Geburtsname)    |
| KURZBESCHREIBUNG | Schweizer Redaktorin und Journalistin |
| GEBURTSDATUM     | 20. August 1921                       |
| GEBURTSORT       | Olten, Schweiz                        |
| STERBEDATUM      | 23. Februar 1997                      |
| STERBEORT        | Olten, Schweiz                        |